# Typopsilopa dimidiata
Typopsilopa dimidiata är en tvåvingeart som beskrevs av Silvano Canzoneri och Dino Meneghini 1969. Typopsilopa dimidiata ingår i släktet Typopsilopa och familjen vattenflugor. Inga underarter finns listade i Catalogue of Life.